# Patrick Saint-Denis
Patrick Saint-Denis (1975 dans la ville de Québec au Québec - ) est un compositeur québécois basé à Montréal.
Ses œuvres ont été jouées dans des festivals de musique en Amérique du Nord, en Europe et en Asie. Sa composition, Les dits de Victoire, a remporté le premier prix du concours des jeunes compositeurs de la SOCAN en 2003 et le prix Jules-Léger de la nouvelle musique de chambre en 2004. Il a également remporté le concours de la SOCAN en 2002 pour son œuvre pour orchestre, Le discours aux animaux, et il a reçu les honneurs pour sa Berceuse pour enfants perdus pour orchestre de chambre et voix féminine en 2003,.
Patrick Saint-Denis est diplômé du Conservatoire de musique de Montréal, du Conservatoire de musique de Québec  et du Royal Conservatory of The Hague. Parmi ses principaux professeurs figurent Louis Andriessen, Clarence Barlow (en) et Serge Provost. Ses œuvres combinent la musique, le traitement audiovisuel en direct et la robotique,.